# Cola di Rienzo

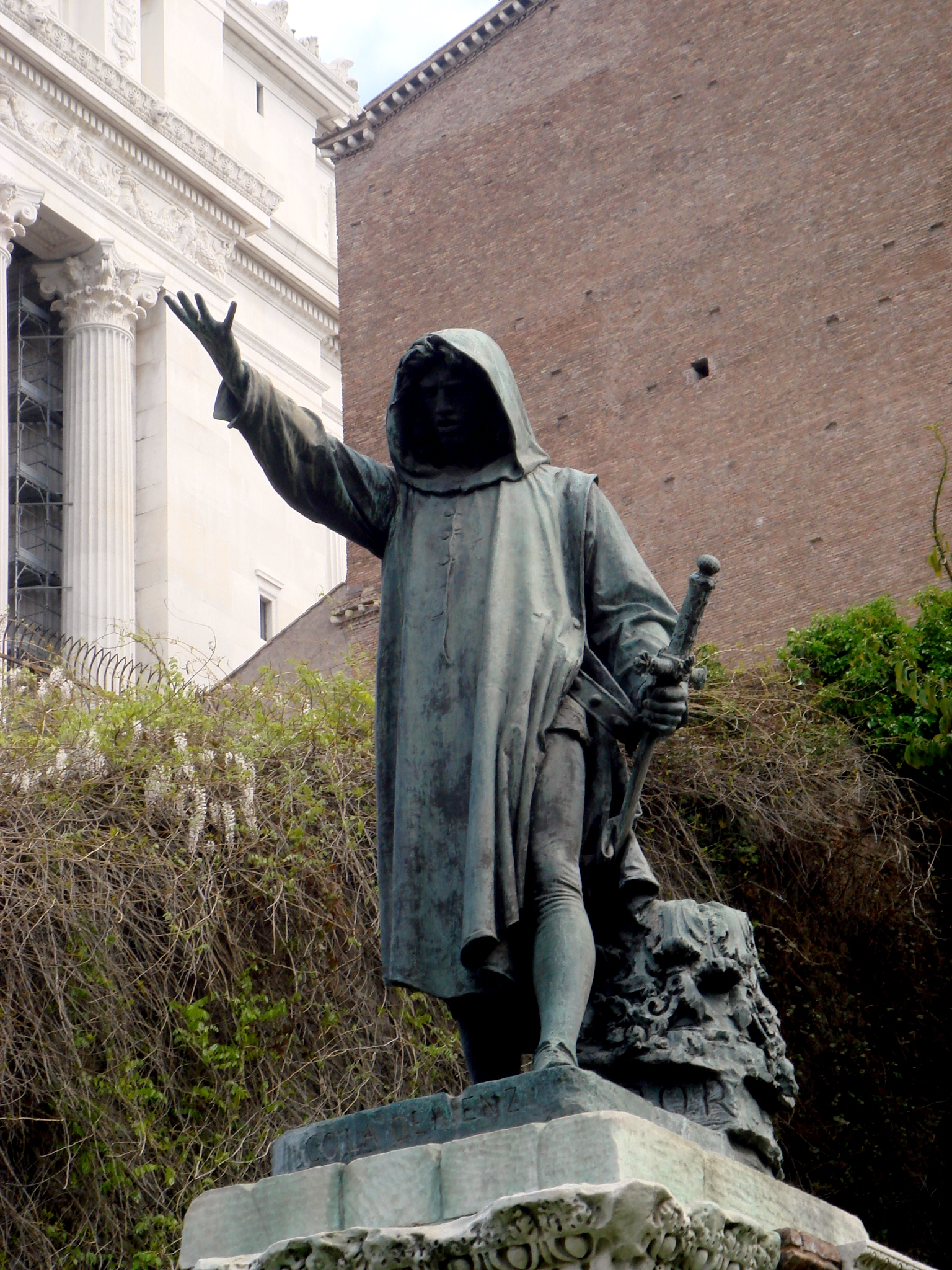
Standbeeld van Cola di Rienzo te Rome door Girolamo Masini, 1887

Nicola (Cola) di Rienzo of di Rienzi (Rome, ca. 1313 — aldaar, 8 oktober 1354) was een Italiaanse diplomaat, politicus en volksmenner, die in 1347 een staatsgreep pleegde in Rome en vervolgens de stad regeerde als volkstribuun.

## Leven

### Jeugd, opleiding en introductie in de politiek
Cola di Rienzo werd geboren in de taveerne van zijn vader Lorenzo (Rienzo), die als taverniere (herbergier) tot de stedelijke middenklasse van zijn tijd moet worden gerekend. Zijn moeder Matalena was van beroep wasvrouw. Hij had ten minste één broer, van wie weinig bekend is, behalve dan dat hij door moord om het leven kwam. Cola di Rienzo groeide op in Anagni en volgde een opleiding tot notaris. Ca. 1333 keerde hij terug naar Rome om dit ambt te gaan uitoefenen. Hij trouwde zich in in een familie van notarissen.
Cola begon zijn politieke loopbaan toen in de winter van 1342-43 een opstand uitbrak waarbij het stadsbestuur, de adellijke senaat, werd vervangen door het regime van de 'Dertien Goede Mannen'. De opstand vond plaats toen de stadsbestuurders op diplomatieke missie waren vertrokken naar de paus, die op dat moment in ballingschap was te Avignon. De achtergrond van deze opstand moet begrepen worden uit het verval dat Rome gedurende de middeleeuwen had meegemaakt. De stad was teruggevallen van een inwonertal van 1,5 miljoen in de 2e eeuw tot hooguit 30.000 aan het begin van de 14e (kleiner dan Genua en Venetië) en stond bekend als een spelunca latronum ("dievennest"). De macht in de stad was in handen gekomen van twee elkaar bestrijdende adellijke families, de Colonna en de Orsini.
De Dertien zonden eveneens een missie naar de paus met de begaafde redenaar Cola aan het hoofd. Doel van de missie was om de paus te bewegen om terug te keren naar Rome, hetgeen niet lukte, en om in het jaar 1350 een jubeljaar te mogen vieren, hetgeen wel lukte. Als diplomaat maakte Cola indruk op paus Clemens VI met zijn welsprekendheid. Tegelijk wekte hij met zijn veroordeling van het geweld van de adel wrevel op van kardinaal Giovanni Colonna, wiens familie een groot aandeel in dit geweld had. Ook maakte Cola kennis met Francesco Petrarca. Het waren mogelijk Petrarca's banden met de Colonna die het voor Cola mogelijk maakten terug in de gunst van deze familie te komen na het uiteindelijke mislukken van de revolutie. Toen de adel zijn macht in Rome had hersteld, werd Cola als lid van het stadsbestuur verantwoordelijk voor de Romeinse financiën.

### Staatsgreep
Cola bleef echter openlijk kritiek uitoefenen op de Romeinse adel en begon plannen te smeden om de revolutie van 1343 te herhalen. In 1346 organiseerde hij geheime bijeenkomsten met gelijkgestemden. De samenzweerders deden nog dat jaar van zich horen met anonieme fresco's in publieke gelegenheden, waarop het verval van Rome werd afgebeeld. Cola hield vurige openbare toespraken waarin hij de Romeinen waarschuwde voor de penibele situatie waarin hun stad zich bevond. Vóór de verwachte toestroom van pelgrims in het komende Jubeljaar zou de stad economisch en politiek stabiel moeten zijn. Hierbij presenteerde hij een onlangs teruggevonden bronzen plaat waarin constitutionele decreten van de Romeinse keizer Vespasianus waren gegraveerd.
Toen het adellijke leger op 20 mei 1347 optrok naar Corneto, dat de graantoevoer van Rome blokkeerde, zagen de samenzweerders hun kans. Ze organiseerden een eigen militie, bezetten de Capitolijn en riepen een nieuwe regering uit met Cola di Rienzo en de pauselijke vicaris als rectores. Cola liet zijn titel al snel veranderen in volkstribuun.
Het nieuwe regime begon een vervolging van de adel, die grotendeels werd uitgemoord. Het bracht de stad voor enige maanden rust en stabiliteit. De wetten werden voor adel, geestelijkheid en burgers gelijkgetrokken. Met triomfantelijke processies en retoriek, waarin werd geappelleerd aan zowel het katholieke geloof als het verleden van de stad, organiseerde Cola de steun van de bevolking voor zijn heerschappij. Tegen het eind van de zomer werd hij alleenheerser over Rome.
De stabilisering van Rome werd gevolgd door een uitgebreid diplomatiek initiatief met als doel Italië te verenigen. Cola di Rienzo achtte zichzelf, als heerser van Rome, heer en rechter over de vorsten van het Heilige Roomse Rijk en verordonneerde de koningen van Frankrijk en Engeland om de Honderdjarige Oorlog te staken, uiteraard zonder succes.
De macht van Cola's regime begon af te brokkelen toen hij in oktober 1347 de pauselijke legaat voor het hoofd stootte. Diezelfde herfst ontvluchtten de Colonna en Orsini de stad, nadat Cola een aantal edelen had opgepakt en had gedreigd hen te vermoorden. Vanuit hun vestingen buiten Rome lanceerden beide families aanvallen op Rome. Hoewel een aanval van de Colonna op 20 november werd afgeslagen, brokkelde Cola's macht in de stad af door zijn steeds tirannieker optreden. In december werd hij tot aftreden gedwongen.

### Tweede periode als heerser over Rome

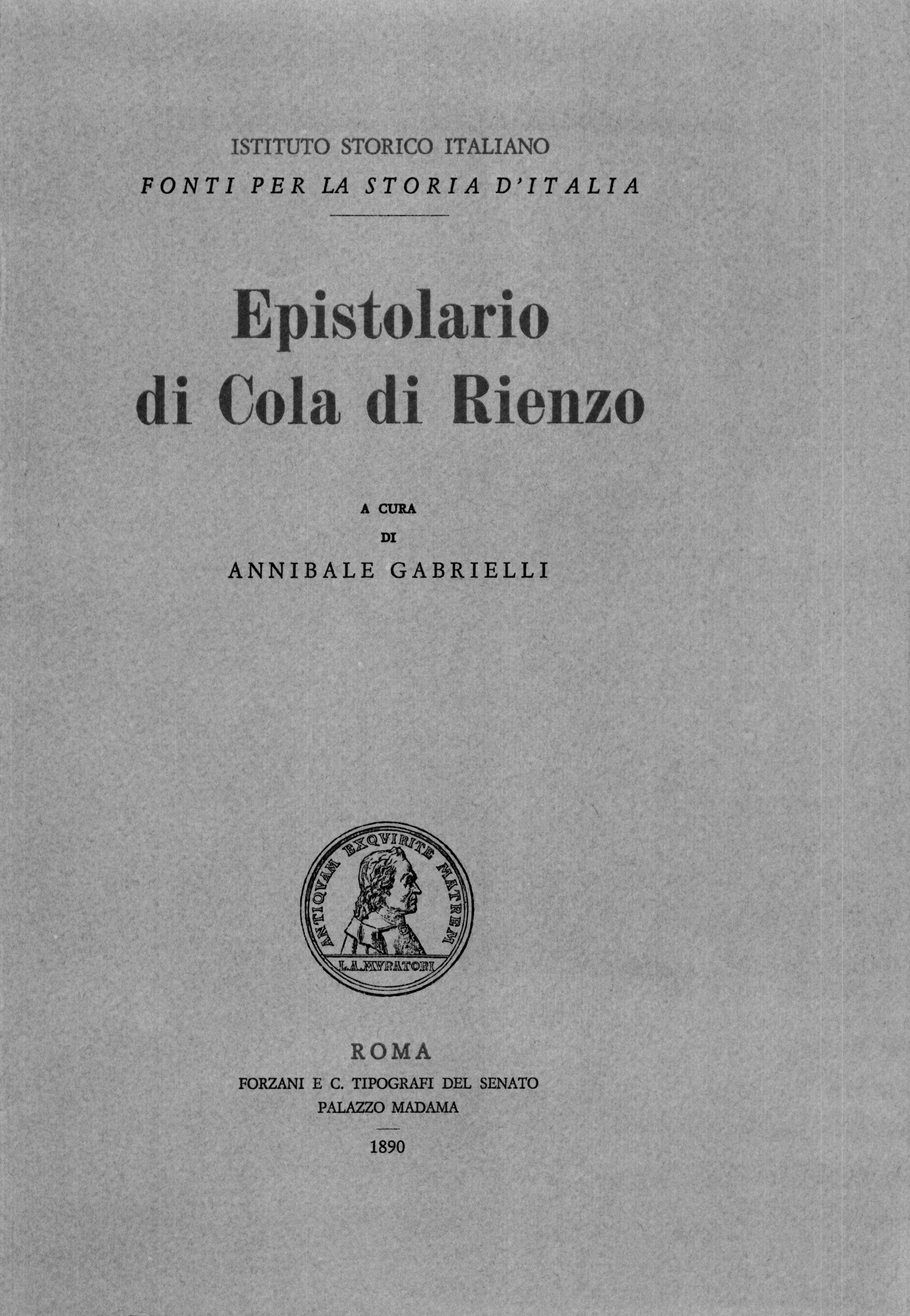
Epistolario di Cola di Rienzo

Cola ontvluchtte de stad en vond onderkomen bij een tak van de Orsini die zijn regime welgezind was geweest. Hij zwierf vervolgens enkele jaren rond en dook in 1350 weer op aan het hof van Karel van Bohemen te Praag, die net tot Rooms keizer was verkozen. Cola verzweeg zijn identiteit, maar werd al gauw ontmaskerd en door de koning opgesloten. In 1351 werd hij uitgeleverd aan Clemens VI, die Cola gevangen zette in de donkerste kerker die Avignon rijk was.
Clemens VI overleed in 1352 en werd opgevolgd door Innocentius VI, die Cola vrijliet (nadat hij al zijn niet-orthodoxe theologische ideeën had afgezworen) en hem terug naar Rome stuurde om de rol van pauselijke senator te vervullen. In 1354 werd hij in deze functie geïnstalleerd. Ditmaal wist hij echter niet de steun van het Romeinse volk te verwerven. Na zes weken aan de macht te zijn geweest, haalde hij zich de volkswoede op de hals door een extra belasting op wijn en zout aan te kondigen, bedoeld om een oorlog tegen de Colonna te bekostigen. Een woedende menigte belaagde hem op 8 oktober in zijn paleis op de Campidoglio onder het schreeuwen van 'Dood aan de verrader Cola di Rienzo!' Vermomd sloop hij naar buiten en probeerde hij op te gaan in de menigte door hetzelfde te roepen. Hij werd echter herkend en zijn lichaam werd aan stukken gescheurd.

## Nagedachtenis
Cola di Rienzo is onderwerp van de opera Rienzi van Wagner (1841–42) en van een ongepubliceerd toneelstuk van Friedrich Engels (1842). Twee Filipijnse eilanden werden naar hem genoemd, door een ontdekkingsreiziger die afstamming claimde. Byron prijst Cola di Rienzo in Child Harold's Pilgrimage.